# Silvio Varviso
Silvio Varviso (* 26. Februar 1924 in Zürich; † 1. November 2006 in Antwerpen) war ein Schweizer Dirigent.

## Leben

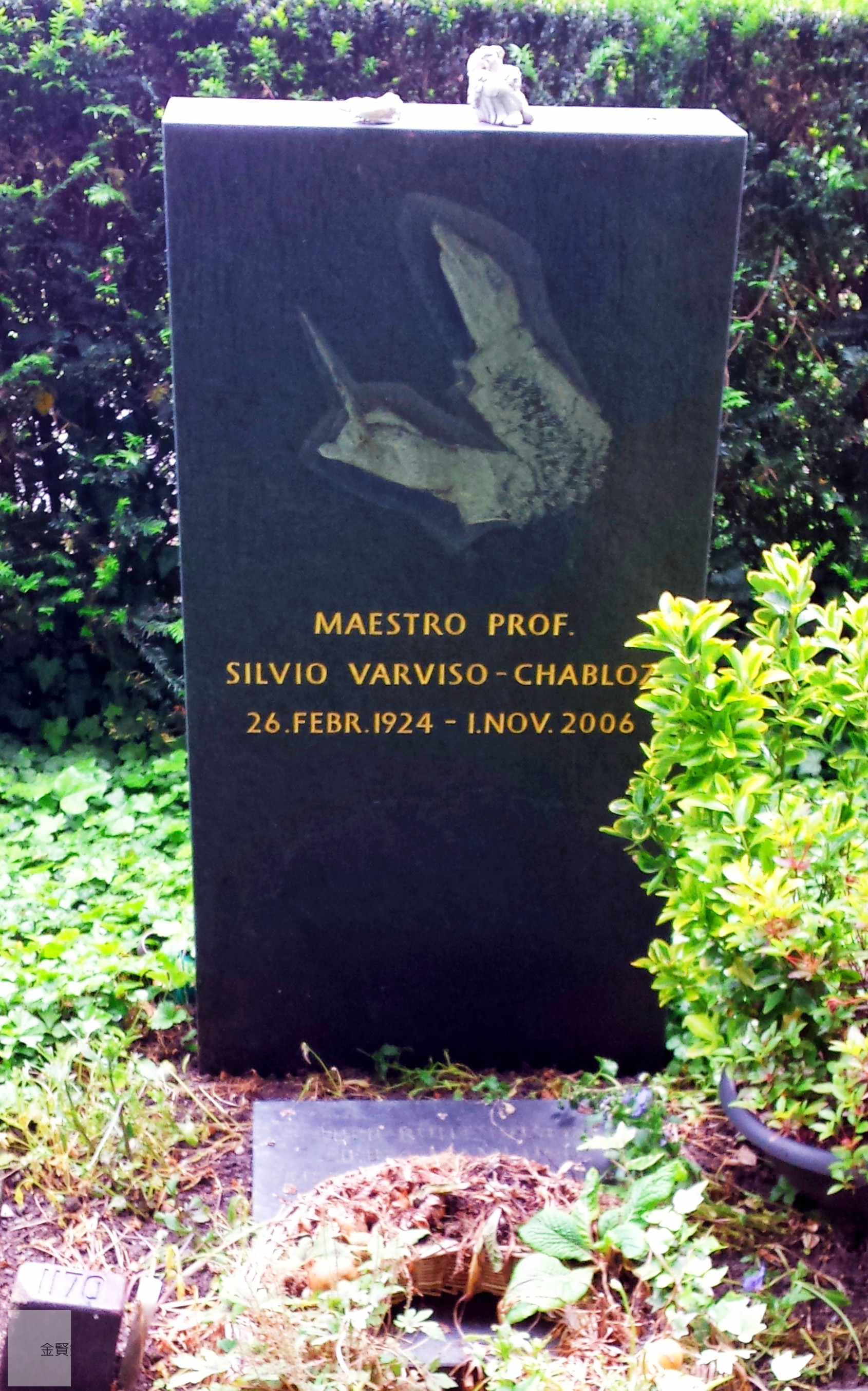
Grabstein von Silvio Varviso-Chabloz auf dem Hörnli

Varviso studierte am Konservatorium Zürich Dirigieren, Klavier, Violine, Klarinette, Trompete und Schlaginstrumente. Bei Clemens Krauss in Wien schloss er seine Studien ab. In St. Gallen gab er mit Wolfgang Amadeus Mozarts Zauberflöte sein Debüt, um 1962 als musikalischer und künstlerischer Leiter an das Stadttheater Basel zu wechseln. Von 1965 bis 1971 war Varviso Musikdirektor an der Königlichen Oper in Stockholm, danach in derselben Funktion von 1972 bis 1979 an der Stuttgarter Oper. Dies brachte ihn zur Zusammenarbeit mit wichtigen Regisseuren, etwa mit Jean-Pierre Ponnelle bei Wagners Ring des Nibelungen oder mit Götz Friedrich bei Claude Debussys Pelléas et Mélisande, Wolfgang Amadeus Mozarts Così fan tutte, Richard Strauss’ Salome, Wagners Parsifal sowie Puccinis La Bohème. Als Dirigent wurde er auf leitende Positionen in bedeutenden Opernhäusern in Europa und den USA berufen. Zwischen 1960 und 1980 war Silvio Varviso einer der bekanntesten Gastdirigenten und leitete nahezu jedes berühmte Orchester im westlichen Europa, vor allem bei der Aufführung von Opern und bei Festivals. In den 1960er und 1970er Jahren nahm er unzählige Konzerte auf Schallplatte auf. Varviso trat mit den Wiener Philharmonikern mehrfach bei den Salzburger Festspielen auf. Außerdem leitete er das Chicago Symphony Orchestra, das Royal Philharmonic Orchestra sowie das San Francisco Symphony Orchestra.
Über viele Jahre hinweg war Varviso als Gastdirigent an der Wiener Staatsoper (über 150 Vorstellungen von 1965 bis 1991), am Royal Opera House, an der Deutschen Oper Berlin, der Hamburgischen Staatsoper, der Bayerischen Staatsoper, der Frankfurter Oper sowie der Pariser Oper tätig. Bereits 1961 gab der Dirigent sein US-amerikanisches Debüt, zunächst an der San Francisco Opera, später an der Metropolitan Opera in New York, wo er Gaetano Donizettis Lucia di Lammermoor mit der gleichfalls debütierenden Joan Sutherland dirigierte. Von 1969 bis 1974 dirigierte er bei den Bayreuther Festspielen Der fliegende Holländer, Lohengrin und Die Meistersinger von Nürnberg. 1983 kehrte er an die Metropolitan zurück und dirigierte dort Wagners Walküre und in der folgenden Saison Gioachino Rossinis Il barbiere di Siviglia. Ab 1991 war er regelmäßiger Gastdirigent an der Vlaamse Opera in Antwerpen und Gent, wo er einen viel beachteten Puccini-Zyklus in der Inszenierung von Robert Carsen musikalisch betreute. Noch kurz vor seinem Tod dirigierte er am 19. September 2006 in Antwerpen Puccinis Tosca. Der Dirigent lebte seit dem Tod seiner Frau zurückgezogen in Basel und an der Côte d’Azur.
Das Grab von Silvio Varviso befindet sich auf dem Friedhof am Hörnli in Riehen BS.

## Ehrungen
Varviso erhielt zahlreiche Ehrungen und Preise. König Gustav VI. Adolf von Schweden verlieh ihm den Titel eines Hofkapellmeisters, in Stuttgart wurde ihm von Ministerpräsident Lothar Späth die Ehrendoktorwürde zuerkannt.